# William Ormsby-Gore (4e baron Harlech)
Pour les articles homonymes, voir William Ormsby-Gore.
William George Arthur Ormsby-Gore (11 avril 1885 - 14 février 1964) est un homme politique et banquier conservateur britannique. Il est 4e baron HArlech.

## Jeunesse
Il est le fils de George Ormsby-Gore (3e baron Harlech), et de Lady Margaret Gordon, fille de Charles Gordon (10e marquis de Huntly), et est né à Eaton Square, Londres. Il fait ses études au Collège d'Eton et au New College d'Oxford.

## Service militaire
Ormsby-Gore sert dans l'armée territoriale, comme sous-lieutenant dans le Shropshire Yeomanry en 1907 et promu lieutenant en 1911.
Il est mobilisé au déclenchement de la Première Guerre mondiale et accompagne son régiment en Égypte, où il est promu capitaine en 1915 et rejoint l'état-major. En 1916, il rejoint le Bureau arabe en tant qu'officier du renseignement, attaché au haut-commissaire britannique Henry McMahon.
Selon l'écrivain Scott Anderson, Ormsby-Gore en 1916 est devenu un converti au judaïsme et est l'une des principales figures du gouvernement britannique qui favorisé la création d'une patrie juive en Palestine.
Il est rappelé en Angleterre en 1917 pour servir de secrétaire parlementaire privé de Lord Milner et de secrétaire adjoint du Cabinet de guerre dirigé par le premier ministre David Lloyd George et Mark Sykes. Le chef sioniste Chaim Weizmann, un ami personnel, est hébergé dans la maison londonienne d'Ormsby-Gore alors que le premier est dans la capitale pour l'approbation par le cabinet de la déclaration Balfour. Avec l'approbation de Weizmann, Ormsby-Gore est l'officier de liaison militaire britannique avec la mission sioniste en Terre Sainte (alors récemment libérée de la domination turque ottomane) de mars à août 1918. Après l'armistice, il fait partie de la délégation britannique à la conférence de paix de Paris en 1919.
Ormsby-Gore reste au service de la yeomanry après la guerre jusqu'en 1921. En 1939, il est nommé colonel honoraire du 10e bataillon des Royal Welch Fusiliers.

## Carrière politique
Il est élu comme député pour Denbigh par une majorité de huit voix aux élections générales de janvier 1910, conservant le siège jusqu'aux élections générales de 1918 où il est élu pour Stafford. Il siège à la Chambre des communes jusqu'à ce qu'il entre à la Chambre des lords après avoir accédé à la pairie de son père en 1938.
Il sert comme Sous-Secrétaire d'État pour les Colonies de 1922 à 1929 (avec une brève interruption en 1924). Il est représentant Britannique à la Commission permanente de la Ligue des Nations de 1921 à 1922. En 1927, il est admis au Conseil Privé. II participe au Gouvernement National comme maitre des Postes en 1931, et Premier Commissaire aux travaux de 1931 à 1936, et en tant que Secrétaire aux colonies, entre 1936 et 1938. Il démissionne huit jours après son entrée à la Chambre des Lords, pour manifester de soutien à la partition de la Palestine après la pression des Arabes contre l'immigration Juive. Après sa démission, il est nommé à l'Ordre de Saint Michael et Saint George en tant que Chevalier Grand-Croix (GCMG) en 1938.
Pendant la Seconde Guerre mondiale, il est commissaire à la défense civile pour le nord-est de l'Angleterre puis haut-commissaire en Afrique du Sud de 1941 à 1944.
Après s'être retiré de la politique, il siège au conseil d'administration de la Midland Bank, une banque fondée par sa famille, et est président de la Bank of West Africa. Il occupe le poste honorifique de Lord Lieutenant du Merionethshire entre 1938 et 1957. Le 12 mars 1948, il est nommé à l'Ordre de la Jarretière.

## Activités culturelles
Décrit comme ayant «un intérêt profond pour les arts», Lord Harlech est administrateur de la National Gallery en 1927 et de la Tate Gallery de 1945 à 1953, président du comité consultatif du Victoria et Albert Museum et de la Commission permanente des musées et galeries de 1948 à 1956. Il a une vaste bibliothèque dans sa maison du Shropshire, Brogyntyn près d'Oswestry, qu'il a réduite après avoir quitté le manoir en 1955.
Il est l'auteur de: 
- Sculpteurs florentins du XVe siècle (1930)
- Guide des dessins animés de Mantegna à Hampton Court (1935)
- Trois volumes de la série Guides des monuments antiques d'Angleterre[10],[11],[12]

## Vie privée
Lord Harlech épouse Lady Beatrice Edith Mildred Gascoyne-Cecil (née le 10 août 1891, décédée en 1980), fille de James Gascoyne-Cecil (4e marquis de Salisbury), en 1913. Ils ont six enfants :
- Mary Hermione Ormsby-Gore (née le 7 septembre 1914, décédée le 26 septembre 2006), épouse le capitaine Robin Francis Campbell en 1936 (divorcé en 1946) puis en 1947 Alexander Lees Mayall[14]
- Owen Gerard Cecil Ormsby-Gore (né le 30 juillet 1916, décédé le 3 octobre 1935)
- David Ormsby-Gore (né le 20 mai 1918, décédé le 26 janvier 1985)
- Katherine Margaret Alice Ormsby-Gore, (née le 4 janvier 1921, décédée le 22 janvier 2017), épouse Maurice Macmillan, vicomte Macmillan d'Ovenden, fils de Harold Macmillan et de Lady Dorothy Cavendish[15]
- John Julian Stafford Ormsby-Gore (né le 12 avril 1925, décédé le 18 avril 2008), célibataire[16]
- Elizabeth Jane Ormsby-Gore (née le 14 novembre 1929, décédée le 19 janvier 2004), épouse William Simon Pease, 3e baron Wardington[17]

Lord Harlech est décédé en février 1964, à l'âge de 78 ans, et est remplacé dans la baronnie par son deuxième fils, mais aîné, David, qui l'a suivi en politique et sert comme ambassadeur britannique aux États-Unis dans les années 1960. Lady Beatrice est décédée en 1980.

### Sources
- Kidd, Charles, Williamson, David (éditeurs). Peerage and Baronetage de Debrett (édition 1990). New York: St Martin's Press, 1990,